# Betsy Heard
Betsy Heard (1759-después de 1812) fue una euro-africana comerciante de esclavos en Guinea.
Su padre era un empresario que había viajado de Liverpool, Inglaterra, a las Islas de Los, en la costa de lo que actualmente es Guinea, a mediados del siglo XVIII. Su madre era africana. Su padre probablemente siguió la costumbre local, la cual dictaba que un desconocido tendría que establecer su posición en sociedad casándose con su casera esclava o con una hija de una mujer esclava.
El padre de Heard la envió a Inglaterra, probablemente cerca de Liverpool que era un importante puerto negrero donde había normalmente 50-70 africanos y descendientes mulatos de comerciantes que recibían una educación inglesa antes de su vuelta a las colonias. Al completar sus estudios, regresó a África Occidental y estableció un puesto comercial en el río Bereira, siguiendo el comercio de su padre. Finalmente,  heredó el negocio de comercio de esclavos y las conexiones de su padre. Para 1794, había establecido un monopolio en el comercio de esclavos en el área y era propietaria del principal muelle en Bereira, varios barcos negreros, y un almacén. Este éxito era en parte debido a la yihad islámica en el Futa Yallon; los vencidos eran vendidos como esclavos. Bereira fue tomada por los musulmanes, pero esto no tuvo ningún efecto perjudicial en su negocio. Fue reconocida como la reina no oficial del río hasta finales del siglo.
Su riqueza e influencia política también le ganaron una reputación como diplomática; medió en una larga disputa que había durado de 1800 a 1807 entre varios jefes locales y la Compañía de Sierra Leona y evitó una guerra. Al parecer, se retiró del comercio de esclavos después de esto.
Según un visitante, amuebló su casa al estilo europeo. En 1807, construyó una segunda casa.
Aparentemente era pariente de Augustine Heard de Heard & Company, que se dedicaba al comercio de opio en California.